# Theridion minutulum
Theridion minutulum là một loài nhện trong họ Theridiidae.
Loài này thuộc chi Theridion. Theridion minutulum được Tord Tamerlan Teodor Thorell miêu tả năm 1895.